# Centerville (Maine)
Centerville – terytorium niezorganizowane, dawniej miasto w Stanach Zjednoczonych, w stanie Maine, w hrabstwie Washington.